# (8183) 1992 UE3
A (8183) 1992 UE3 a Naprendszer kisbolygóövében található aszteroida. Ueda Szeidzsi és Kaneda Hirosi fedezte fel 1992. október 22-én.